# (28368) 1999 GW18
1999 جي دابليو 18 (ويعرف أيضًا باسم (28368) 1999 جي دابليو 18 وفق تسمية الكوكب الصغير) (بالإنجليزية: 1999 GW18)‏ هو كويكب ضمن حزام الكويكبات؛ وترتيبه 28368 من حيث الاكتشاف.
اكتُشف هذا الجُرم الفلكي بواسطة بحث لنكولن عن الكويكبات القريبة من الأرض في 15 أبريل 1999.

## وصلات خارجية
- (28368) 1999 GW18 في قاعدة بيانات مختبر الدفع النفاث لأجرام النظام الشمسي الصغيرة

- الاكتشاف · مخطط المدار ·  العناصر المدارية · المعلمات المادية

- (28368) 1999 GW18 على موقع ويكي سكاي: DSS2, SDSS, GALEX, IRAS, Hydrogen α, X-Ray, Astrophoto, Sky Map, Articles and images